# Greatest Hits (Joan Jett and the Blackhearts)
Greatest Hits è una compilation di Joan Jett, pubblicata nel 2010.

## Tracce
Disco 1
1. Cherry Bomb – 2:33 (Joan Jett, Kim Fowley)
2. You Drive Me Wild – 3:52 (Jett)
3. School Days – 3:02 (Jett, Fowley)
4. Love Is Pain – 3:29 (Jett, Kenny Laguna)
5. Bad Reputation – 2:47 (Jett, Laguna, Ritchie Cordell, Marty Joe Kupersmith)
6. You Don't Know What You've Got – 3:42 (Jett, Laguna, Cordell)
7. I Want You – 2:42 (Jett, Laguna, Cordell)
8. I Love Rock 'n' Roll – 2:55 (Alan Merrill, Jake Hooker)
9. (I'm Gonna) Run Away – 2:28 (Jett, Laguna)
10. Crimson and Clover – 3:16 (Tommy James, Peter Lucia)

Disco 2
1. Do You Wanna Touch Me (Oh Yeah) – 3:43 (Gary Glitter, Mike Leander)
2. The French Song – 3:35 (Jett, Laguna, Robert Byrd, Mike Winter Jr.)
3. Everyday People – 2:39 (Sly Stone)
4. Fake Friends – 3:16 (Jett, Laguna)
5. Light of Day – 3:31 (Bruce Springsteen)
6. I Hate Myself for Loving You – 4:07 (Jett, Desmond Child)
7. Backlash – 3:29 (Jett, Laguna, Paul Westerberg)
8. Activity Grrrl – 3:27 (Jett, Laguna)
9. Love Is All Around – 1:00 (Sonny Curtis)
10. Androgynous – 3:08 (Westerberg)
11. A.C.D.C. – 3:24 (Nicky Chinn, Mike Chapman)

## Classifica
| Classifica             | Anno |
| ---------------------- | ---- |
| The Billboard 200      | 141  |
| Top Independent Albums | 17   |
| Top Rock Albums        | 42   |